# La Tricheuse
Pour les articles homonymes, voir Tricheur (homonymie).
La Tricheuse (titre original néerlandais : De oplichtster) est un film dramatique belge réalisé par Émile-Georges De Meyst, sorti en 1961.

## Synopsis
Lily, une jeune fille qui a une enfance triste et misérable, se prostitue pour Martial, son souteneur et petit escroc. Elle rencontre Armand Melville, un lycéen timide, dont le père est un chirurgien renommé, et en tombe éperdument amoureuse. Martial fait en sorte que Lily persuade Armand d'imiter la signature de son père sur des prescriptions médicales, afin que son bande puisse ainsi obtenir des stupéfiants en vue de les revendre. Armand a un grave accident de voiture, mais aura la vie sauve grâce à l'intervention du chirurgien, sa victime.

## Fiche technique
- Titre : La Tricheuse
- Titre original néerlandais : De oplichtster
- Réalisateur : Émile-Georges De Meyst
- Scénario : Émile-Georges De Meyst, Marcel Roy
- Musique originale : Marcel Mortier
- Photographie : Jo Van Bug
- Montage : Jean Notte
- Producteur : Émile-Georges De Meyst, René Pardon
- Année de production : 1960
- Pays :  Belgique
- Format : Noir et blanc - Son mono
- Genre : Drame
- Durée : 76 minutes
- Dates de sortie :
  - France : 15 mai 1961 (au 14e Festival de Cannes)
  - France : 16 août 1961 dans les salles.

## Distribution
- Jacques Dumesnil : Armand Merville
- Françoise Deldick : Lily
- Gil Vidal : Martial
- François Beukelaers
- Jacques Careuil : Armand
- Francine Charlier : Paulette
- Michel Daniel
- Jacques Faber : Roger
- Jules Ghaye
- René Herdé : Gobseck
- Robert Lussac : le peintre
- Franz Moriau
- Catherine Roland

## Commentaires
Le réalisateur Émile-Georges De Meyst, dans son avant-dernier film, nous présente la jeunesse rebelle de l'époque, à travers un triangle amoureux classique qui est la base du film.